# Amomum pellitum
Amomum pellitum är en enhjärtbladig växtart som beskrevs av Henry Nicholas Ridley. Amomum pellitum ingår i släktet Amomum och familjen Zingiberaceae. Inga underarter finns listade i Catalogue of Life.